# William Hood Treacher

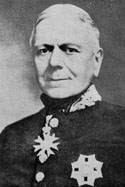
Sir W. H. Treacher

Sir William Hood Treacher KCMG (* 1. Dezember 1849; † 3. Mai 1919) war der erste britische Kolonialgouverneur Nord-Borneos.

## Leben
Bevor Treacher am 26. August 1881 sein Amt als Gouverneur antrat, war sein Amt vorübergehend in Labuan untergebracht. Offensichtlich gab es Differenzen mit dem dortigen Gouverneur, worauf das Amt nach Kudat verlegt wurde. Das Gouverneursamt hatte er bis 1887 inne. Es folgten Verwendungen als Resident ab 1892 in Selangor und anschließend ab 1896 in Perak. Ab 1901 war er Generalresident der Föderierten Malaiischen Staaten und wurde 1904 zur Ruhe gesetzt. 1914 leitete er sieben Unternehmen in Südostasien.